# 이성림
이성림(李成林, 1900년 ~ ?)은 일제강점기의 독립 운동가, 대한민국의 공무원이다. 본관은 전의(全義)이다. 경상북도 달성군 출신.
일본 유학 중 1919년 일시 귀국하여 3·1 만세 운동에 참여했고, 졸업 후에는 강우규 등과 조선총독부 사이토 마코토 총독을 암살하려다가 사전에 적발되어 실패했다. 출소 후 러시아, 만주 등지에서 독립운동을 지원하였다.
1947년 ~  1948년 경상북도 상주군수였고, 1950년에는 중앙물자행정처 운영국장이었다.

## 약력
- 일본 도쿄에 유학
- 일본 도쿄 센슈 대학(東京專修大學) 경제학과 졸업
- 1919년 일본 유학 중 일시 귀국, 3·1 만세 운동에 참가하였다.
- 졸업 후 귀국, 중국 지린성(吉林省)에 건너가 강우규 등 동지들과 협력하여 사이토 마코토(齊藤實) 조선총독부 총독 암살 계획을 세웠다가 비밀이 적발되어 일본 경찰에 체포되어 송환[1]
- 경성부 서대문구의 서대문 형무소에서 수감, 재판 결과 징역 3년형을 선고받고 복역하였다.[2]
- 1922년 출소 후 러시아로 갔다.
- 1926년 양기탁 등과 함께 고려혁명당 조직에 참여[1]
- 만주 일대와 시베리아 일부, 상하이 등지를 오가며 김좌진, 류동렬 등의 독립운동을 지원하였다.[1]
- 1947년 4월 25일 ~ 1948년 2월 2일 경북 상주군수
- 신진당 창당에 참여
- 1946년 12월 16일 신진당 부서개편에 참여
- 1948년 11월 5일 여순 사건 이후, 오세창, 백남훈, 조소앙, 이활, 김용순, 함상훈, 문봉제, 이철승, 유진산, 한근조 등과 함께 우익 단체 연합체인 비상시국대책위원회를 조직, 반공 활동을 함
- 1950년 중앙물자행정처 운영국장
- 1950년 4월 제2대 국회의원 총선거에 달성군에서 무소속으로 입후보했으나, 5월 10일 선거에서 낙마하였다.

## 가족 관계
- 동생 : 이흥로(李興魯, 언론인, 대구시보 주필 역임)

## 기타
같은 시대에 경기도 고양군 출신의 동명이인 이성림(李成林)은 해방 직후 독촉청년회, 대동청년단 조직위원장, 한청 부단장 등으로 활동하다가 정부 수립 이후~1950년대에 경찰공무원으로 근무하였다.

## 같이 보기
- 3.1 운동
- 고려혁명당
- 강우규
- 사이토 마코토
- 윤형남